# Grube Laurweg
Die Grube Laurweg war ein Steinkohlenbergwerk in Kohlscheid im Aachener Revier im westlichen Nordrhein-Westfalen. Die Grube wurde zunächst von der Vereinigungsgesellschaft für Steinkohlenbau im Wurmrevier und ab 1907 vom Eschweiler Bergwerksverein EBV betrieben. Die Förderung wurde 1955 eingestellt, nachdem Laurweg mit der benachbarten Grube Gouley als Verbundbergwerk zusammengelegt worden war.

## Geschichte
Erstmals erwähnt wurde die Grube Laurweg, die eine der ältesten Gruben des Wurmreviers war, bereits 1612. 1814 wurde auf Laurweg der erste seigere Schacht abgeteuft. Ab 1840 gehörte die Grube, die in den folgenden Jahrzehnten in unterschiedlichen Verbünden mit Nachbargruben zusammengeschlossen wurde, zur Vereinigungsgesellschaft. Diese fusionierte 1907 mit dem EBV.
1912 wurde der unterirdische Verbund mit der benachbarten Grube Voccart hergestellt, auf der damit die eigenständige Förderung entfiel. 1914 wurde die Kohleförderung der Grube Kämpchen zur Grube Laurweg verlegt. Als Hauptförderschacht wurde der Frankschacht ausgebaut.
Nach schweren Kämpfen während des Zweiten Weltkriegs wurde von der Grube Laurweg zur Grube Gouley im benachbarten Würselen ein Strombehelfskabel verlegt, um die Wasserhaltung der zweitgenannten zu gewährleisten. 1950 erfolgte die Zusammenlegung mit der Grube Gouley zum Verbundbergwerk Gouley-Laurweg und eine Verbindung über einen Blindschacht, welcher mit einem Durchmesser von 4,20 m zwischen der 455-m-Sohle von Laurweg und der 650-m-Sohle von Gouley liegt. Beide Bergwerke förderten Anthrazit. Bis 1955 wurde die abgebaute Kohle auch auf Laurweg ausgefördert, dann übernahm diese Aufgabe vollständig die ausgebaute Grube Gouley. Noch für weitere fünf Jahre diente Laurweg zur Personalfahrt, bis die erweiterte Waschkaue auf Gouley in Betrieb ging. Die Bergleute, welche nicht mehr auf Laurweg benötigt wurden, wurden in anderen Gruben des EBV eingesetzt.
1976 wurde das Empfangsgebäude des Bahnhofes Kohlscheid abgerissen und die Bedienung der Brikettfabrik Laurweg eingestellt. Dann wurde der Kohlscheider Güterbahnhof und die Anschlussbahn zur Grube Laurweg abgebaut.

## Nachnutzung
Auf dem ehemaligen Zechengelände der Grube befindet sich heute ein Technologiepark, in dem auch das Mobilfunkunternehmen Ericsson ansässig ist, das das erhaltene Zechenhaus der Zeche Laurweg als Verwaltungsgebäude nutzt. Die Waschkaue und das Magazin wurden, wie der Großteil der gesamten Tagesanlagen, abgerissen und durch Neubauten ersetzt. Die ehemalige Gleisanlage neben dem Zechenhaus, der Waschkaue und dem Magazin ist heute ein Parkplatz. Aus dem Casino Laurweg wurde später ein (heute geschlossenes) Restaurant.

## Halde
Aus den Bergen der Grube entstand die Bergehalde Wilsberg, die einen weiten Blick über die Landschaft ermöglicht.